# Cute
Cute (/kjuːto/, cách điệu °C-ute (℃-ute)) là một nhóm nhạc nữ Nhật Bản trực thuộc công ty âm nhạc Hello! Project. Ký tự "℃" (độ Celsius) được thay thế cho "C" và dấu gạch ngang trong C-ute là một hình thức cách điệu cho tên nhóm để phù hợp với phiên âm của chữ "Cute" trong tiếng Nhật là kyūto (キュート ?). Âm nhạc chủ đạo của ℃-ute là Dance Pop với một phong cách trẻ trung, sôi động, khả năng vũ đạo xuất sắc, phù hợp với giới trẻ Nhật Bản cũng như các bạn trẻ châu Á.

## Hình thành
℃-ute được thành lập năm 2005 gồm 7 thành viên nữ trẻ tuổi của Hello! Project Kids - những người vốn được để dành cho việc thay thế các thế hệ tiếp theo cho nhóm Berryz Koubou. Sự thành lập của nhóm được chính thức công bố vào ngày 11/6/2005 mặc dù đã có tin đồn từ trước đó. Tháng Giêng năm 2006, Kana Arihara, một thành viên của Hello Pro Egg được bổ sung vào nhóm trước khi bắt đầu Hello! Project Winter 2006 tour. Ngày 31 tháng 10 năm 2006, Megumi Murakami đột ngột xin rời khỏi nhóm mà không có bất kỳ buổi chia tay chính thức nào .
Trước khi tham gia vào nhóm, các thành viên của ℃-ute đã từng hoạt động trong các nhóm nhạc khác như Aa!, ZYX, Mini Moni và bộ phim Okashina Daibōken.
Ngày 21 tháng 2 năm 2007, đĩa đơn đầu tiên của ℃-ute được phát hành với tên gọi "Sakura Chirari". Ngay trong ngày đầu tiên, đĩa đơn này dược xếp hạng 3 trên bảng xếp hạng Oricon, vượt lên trên cả nhóm nhạc đàn chị Morning Musume  (đĩa đơn của họ xếp hạng 6. Với đĩa đơn này, ℃-ute trở thành nhóm nhạc trẻ nhất được xếp hạng vào top 10 khi tuổi đời trung bình của cả nhóm là 13.
Ngày 30 tháng 12 năm 2007, ℃-ute được trao giải thưởng nghệ sĩ nới xuất sắc nhất của năm (Best New Artist Award) trong buổi trao giải Japan Record Award - Đây là một thành công ngoài tưởng tượng của một nhóm nhạc trẻ mới thành lập chưa được 2 năm và tuổi đời chưa đến 14.
Ngày 26 tháng 2 năm 2009, đại diện của Hello! Project thông báo về khả năng vắng mặt của Kanna Arihara trong các hoạt động sắp tới của Hello! Project cũng như của ℃-ute vì lý do sức khỏe (thực hiện một cuộc phẫu thuật chữa chấn thương thoái hóa xương bàn chân).
Ngày 11 tháng 7 năm 2009, trang web chính thức của Hello! Project thông báo " Sau 5 tháng tập trung cho cuộc giải phẫu, Kanna Arihara đã quyết định không quay trở lại Hello! Project". Một thời gian khá lâu trước đó báo chí Nhật Bản cũng đã đưa nhiều tin bài nói về mối quan hệ thân thiết của Kanna Arihara và một thành viên của Hey! say! Jump (một nhóm nhạc nam nổi tiếng của Nhật, từ đó rộ lên tin đồn Kanna Arihara đã có bạn trai - điều này bị cấm với tất cả nữ nghệ sĩ của công ty.
Ngày 1 tháng 8 năm 2009, Hello! Project cũng thông báo Umeda Erika - thành viên lớn tuổi nhất trong ℃-ute và H!P Kids - sẽ rời nhóm sau khi "~Cutie JUMP~ concert tour" kết thúc vào ngày 25 tháng 10 năm 2009. Sau khi tốt nghiệp khỏi Hello! Project, Erika sẽ tiếp tục luyện tập để trở thành một người mẫu thời trang.

## Thành viên
Thành viên hiện tại
- Yajima Maimi (矢島 舞美?)- Nhóm trưởng
- Nakajima Saki (中島 早貴?)- Nhóm phó
- Suzuki Airi (鈴木 愛理?)
- Okai Chisato (岡井 千聖?)
- Hagiwara Mai (萩原 舞?)

Thành viên đã rời nhóm
- Murakami Megumi (村上 愛?) - Sự ra đi không mong đợi vào ngày 31/10/2006 để tập trung cho học tập và cuộc sống riêng.
- Arihara Kanna (有原 栞菜?) – Rời nhóm vào ngày 7/9/2009 để trị bệnh và tập trung cho việc học.
- Umeda Erika (梅田 えりか?) – Tốt nghiệp vào ngày 25/10/2009 để trở thành người mẫu thời trang.

## Hoạt động âm nhạc
| #      | Title                                            | Information |
| ------ | ------------------------------------------------ | --- |
| Indies |                                                  | |
| 1      | "Massara Blue Jeans" (まっさらブルージーンズ)    | - Ngày ra mắt: 6 tháng 5 năm 2006 - Giọng hát chính: Maimi Yajima - Bè phụ: Megumi Murakami, Airi Suzuki - Vị trí trung tâm: Maimi Yajima                    |
| 2      | "Soku Dakishimete" (即 抱きしめて)               | - Ngày ra mắt: 3 tháng 6 năm 2006 - Giọng hát chính: Megumi Murakami - Bè phụ: Maimi Yajima, Airi Suzuki - Vị trí trung tâm: Megumi Murakami                 |
| 3      | "Ōkina Ai de Motenashite" (大きな愛でもてなして) | - Ngày ra mắt: 9 tháng 7 năm 2006 - Giọng hát chính: Airi Suzuki - Bè phụ: Maimi Yajima, Megumi Murakami - Vị trí trung tâm: Airi Suzuki                     |
| 4      | "Wakkyanai (Z)" (わっきゃない（Ｚ）)             | - Ngày ra mắt: 29 tháng 7 năm 2006 - Giọng hát chính: Megumi Murakami, Airi Suzuki - Bè phụ: Kanna Arihara, Chisato Okai - Vị trí trung tâm: Megumi Murakami |
| Major  |                                                  | |
| 1      | "Sakura Chirari" (桜チラリ)                      | - Ngày ra mắt: 21 tháng 2 năm 2007 - Giọng hát chính: Airi Suzuki - Bè phụ: Mai Hagiwara, Maimi Yajima - Vị trí trung tâm: Airi Suzuki                       |
| 2      | "Meguru Koi no Kisetsu" (めぐる恋の季節)         | - Ngày ra mắt: 11 tháng 7 năm 2007 - Giọng hát chính: Airi Suzuki, Maimi Yajima - Vị trí trung tâm: Airi Suzuki                                              |
| 3      | "Tokaikko Junjō" (都会っ子 純情)                 | - Ngày ra mắt: 17 tháng 10 năm 2007 - Giọng hát chính: Airi Suzuki - Bè phụ: Maimi Yajima, Mai Hagiwara,Saki Nakajima - Vị trí trung tâm: Airi Suzuki        |
| 4      | "Lalala Shiawase no Uta" (LALALA 幸せの歌)       | - Ngày ra mắt: 27 tháng 2 năm 2008 - Giọng hát chính: Maimi Yajima, Airi Suzuki - Bè phụ: Saki Nakajima, Mai Hagiwara - Vị trí trung tâm: Maimi Yajima       |
| 5      | "Namida no Iro" (涙の色)                         | - Ngày ra mắt: 23 tháng 4 năm 2008 - Giọng hát chính: Maimi Yajima, Airi Suzuki - Bè phụ: Saki Nakajima - Vị trí trung tâm: Maimi Yajima                     |
| 6      | "Edo no Temari Uta II" (江戸の手毬唄Ⅱ)           | - Ngày ra mắt: 30 tháng 7 năm 2008 - Giọng hát chính: Airi Suzuki - Vị trí trung tâm: Airi Suzuki, Saki Nakajima                                             |
| 7      | "Forever Love"                                   | - Ngày ra mắt: 26 tháng 11 năm 2008 - Giọng hát chính: Maimi Yajima, Airi Suzuki - Bè phụ: Chisato Okai - Vị trí trung tâm: Airi Suzuki                      |
| 8      | "Bye Bye Bye!"                                   | - Ngày ra mắt: 15 tháng 4 năm 2009 - Giọng hát chính: Maimi Yajima, Airi Suzuki - Bè phụ: Mai Hagiwara - Vị trí trung tâm: TBA                               |

Albums
1 	Cutie Queen Vol.1 (キューティークイーン VOL.1 ?) 	25 tháng 10 năm 2006
2 	2 Mini ~Ikiru to Iu Chikara~[8] (②mini～生きるという力～ ?) 	17 tháng 4 năm 2007
3 	3rd ~Love Escalation~ (3rd～LOVEエスカレーション～ ?) 	12 tháng 3 năm 2008
4 	4 Akogare My Star (④ 憧れ My STAR ?) 	28 tháng 1 năm 2009
Live Show
- [2006.09.06] ミュージックV 特集①～キューティー ビジュアル～ Music V Tokushuu 1 ~Cutie Visual~
- [2006.12.06] Cutie Circuit 2006 Final in Yomiuri Land East Live
- [2007.04.18] °C-uteデビュー単独コンサート２００７春　～始まったよ！キューティーショー～ °C-ute Debut Tandoku Concert 2007 Haru ~Hajimatta yo! Cutie Show~
- [2007.07.18] °C-uteコンサートツアー2007春 ～ゴールデン初デート～ °C-ute Concert Tour 2007 Haru ~Golden Hatsu Date~
- [2007.09.05] 寝る子は°C-ute Neru Ko wa °C-ute
- [2007.11.21] °C-ute Cutie Circuit 2007 ～MAGICAL CUTIE TOUR～
- [2007.11.26] Cutie Circuit 2007 MAGICAL CUTIE 感謝祭 Cutie Circuit 2007 MAGICAL CUTIE Kansyasai (FC Limited)
- [2007.12.19] °C-ute　ライブツアー　2007秋 ～放課後のエッセンス～ °C-ute Live Tour 2007 Aki ~Houkago no Essence~
- [2008.07.02] °C-ute Cutie Circuit 2008 ~Love Escalation~ °C-ute Cutie Circuit 2008 ~Love Escalation~
- [2008.07.09] Berryz工房＆°C-ute 仲良しバトルコンサートツアー2008春～Berryz仮面　vs　キューティーレンジャー～ with °C-ute Tracks (Berryz Koubou & C-ute Nakayoshi Battle Concert Tour 2008 Haru ~Berryz Kamen vs Cutie Ranger~ with °C-ute Tracks)
- [2008.8.12] °C-uteコンサートツアー2008夏～忘れたくない夏～ (°C-ute Concert Tour 2008 Summer ~Wasure Takunai Natsu~)

Photobooks
- Berryz Kobo & ℃-ute in Hello! Project 2006 Summer (Released 21 tháng 9 năm 2006)
- So cute! – °C-ute first photobook (21 tháng 2 năm 2007)
- Hajimattayo! Cutie Show – ℃-ute debut solo concert live photobook (11 tháng 4 năm 2007)
- Moving down through Japan! Travel Diary of ℃-ute in 2007 Summer – photobook of Cutie Circuit 2007 ～MAGICAL CUTIE TOUR～ (4 tháng 10 năm 2007)

Chương trình Radio
- Cutie Party – FM-FUJI, Thứ bảy 23:00-23:30 JST (Yajima, Suzuki & Okai, từ 7/10/2006)

## Giải thưởng
- Kōhaku Uta Gassen (紅白歌合戦, Kōhaku Uta Gassen?) nghệ sĩ trẻ tuổi nhất – Mai Hagiwara 11 tuổi (58th Kōhaku ngày 31 tháng 12 năm 2007)
- 49th Japan Record Award - Nghệ sĩ mới của năm (Newcomer Artist Award) - 2007
- 50th Japan Record Award - Best Works of the Year Award - 2008